# بوتيوكسيلة
بوتيوكسيلة (بالإنجليزية: Buttiauxella)‏ هو جنس بكتيريا من عائلة الأمعائيات.

## أصل التسمية
يعود أصل تسمية جنس بوتيوكسيلة إلى اسم عالم الأحياء الدقيقة رينيه بوتيو (بالإنجليزية: René Buttiaux)‏.

## الأنواع
- بوتيوكسيلة حقلية B. agrestis
- بوتيوكسيلة برينارية B. brennerae
- بوتيوكسيلة فيراغوتية B. ferragutiae تكريماً لكارمن فيراغوت، عالمة الأحياء الدقيقة الفرنسية لإسهامها في دراسة جنس بوتيوكسيلة.
- بوتيوكسيلة جافينية B. gaviniae نسبة لعالم الأحياء الدقيقة الفرنسي فرانسواز جافيني.
- بوتيوكسيلة إيزاردية B. izardii سميت نسبة لعالم الأحياء الدقيقة الفرنسي دانييل إيزارد.
- بوتيوكسيلة نواكية B. noackiae سميت نسبة لكاترين نواك.
- بوتيوكسيلة وارمبولدية B. warmboldiae سميت نسبة لسابين وارمبولد.